# Réthy Laura
Réthy Laura, Schwarz Lori (Nagykőrös, 1864. március 13. – Miskolc, 1938. július 31.) magyar primadonna, énekesnő, színésznő. Testvére Réthy L. Pál színházi ügynök.

## Élete
Schwarz Dávid (1827–1896) és Rothbaum Róza lánya. Fiatal korától fellépett vidéki hangversenyeken, műkedvelő előadásokon és különböző jótékony esteken, ahol kitűnt szép hangjával. Tizenöt éves korában lépett először színpadra. A Nemzeti Zenedében képezte magát, majd Puks Ferenctől, a Népszínház karnagyától tanult énekelni. 1881 októberében mestere ajánlására Rákosi Jenő leszerződtette a Népszínházhoz. A következő évben Szegedre ment Aradi Gerőhöz, majd Csóka Sándorhoz. Fellépett Kassán, Kolozsvárott, a Thália-Szövetkezetnél Szabadkán, Budán – itt Deréki Antal Búzavirágát játszotta – és közben 1884 és 1886 között Bécsben Gänsbachernél tökéletesítette énektudását. 1887-ben Ditrói Mór Kolozsvárra szerződtette évi 7000 forint fizetéssel, ami vidéki viszonylatban magas juttatásnak számított. 1889. december 19-én a Népszínházban mint vendég énekelte A cigánybáró című daljátékban Szaffit, majd a Nebántsvirágban Denise-t. 1892-ben Leszkay András Debrecenbe szerződtette, ahol férjhez ment Rudnyánszky Gyula íróhoz. 1893–95-ben Aradon, majd 1896–97-ben Szegeden szerepelt. Ezt követően 1904-ig fellépett Temesváron és Nagyváradon is. Egyik szervezője volt annak a zarándoklatnak, amely felkereste Kossuth Lajost torinói otthonában, s ő maga is énekelt az egykori kormányzónak. Szépségével és szoprán hangjával egyaránt nagy hatást tett nézőire. Sikert aratott még az Operaházban is, ahol Bizet Carmenjének címszerepét énekelte. A századfordulón a Vígszínházban drámai szerepekben tűnt fel. 1905-ben az USA-ba költözött férjével, ahol hangversenyeket adott és a Boston Opera Company szerződött primadonnája volt. 1913-ban tértek haza. 1912. december 1-jén ünnepelte színpadra lépésének 30 éves jubileumát, s ezt követően visszavonult a színpadtól.
„Az utolsó időkben csendes visszavonultságban élt Miskolcon leányánál, dr. Róth József főorvos feleségénél, itt érte a halál.” Temetése 1938. augusztus 4-én volt a miskolci Mindszenti temetőben (02-22-15 sírhelyre).

## Magánélete
Férje Rudnyánszky Gyula (1858–1913) költő, hírlapíró volt.
Gyermekei
- Rudnyánszky Rózsa (1893–?)
- Rudnyánszky Ibolya (1896–1984) színésznő.
- Rudnyánszky Sándor (1898–1949) chicagói karnagy.